# Soubrebost

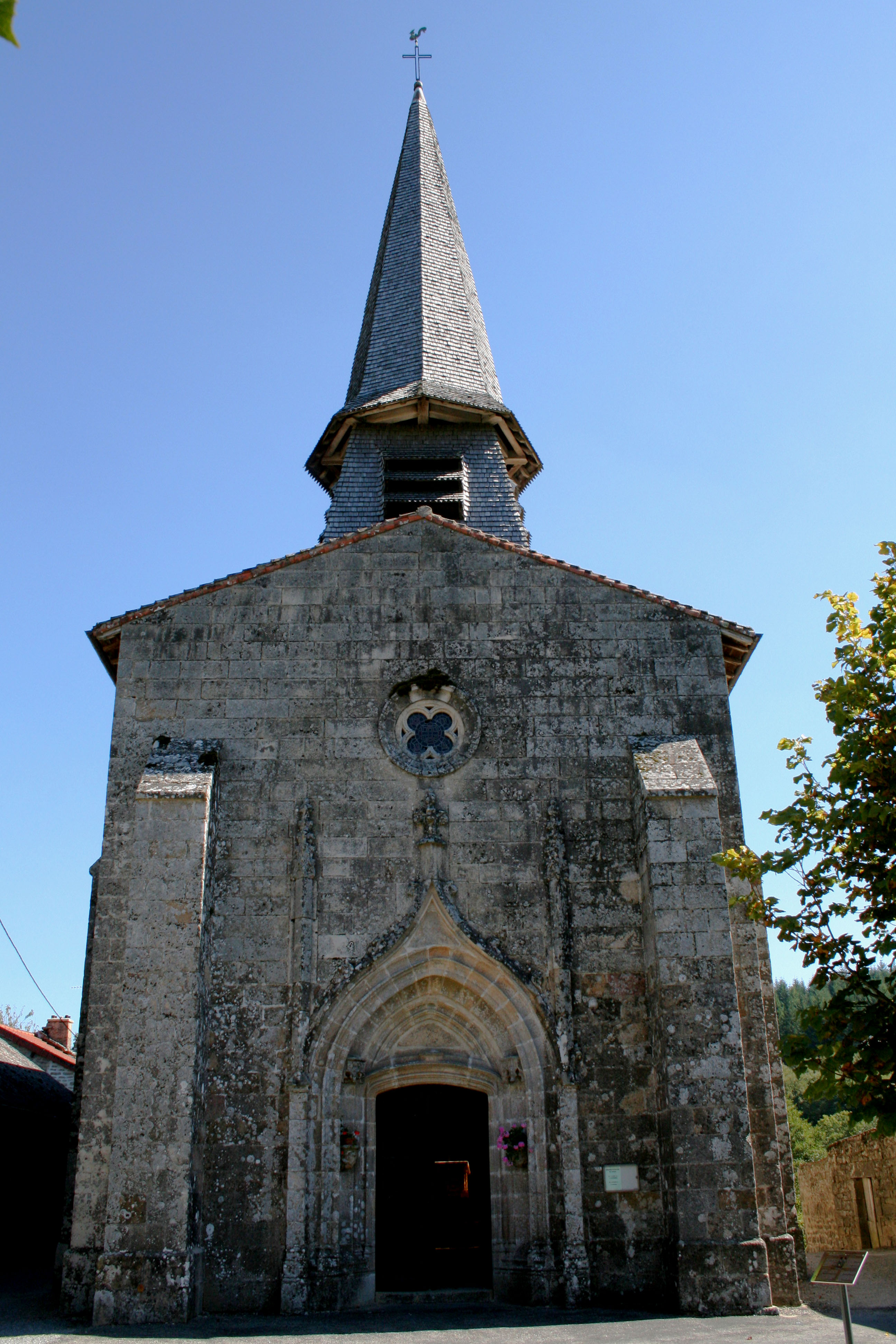
Kerk

Soubrebost is een gemeente in het Franse departement Creuse (regio Nouvelle-Aquitaine) en telt 151 inwoners (2005). De plaats maakt deel uit van het arrondissement Guéret.

## Geografie
De oppervlakte van Soubrebost bedraagt 19,3 km², de bevolkingsdichtheid is 7,8 inwoners per km².

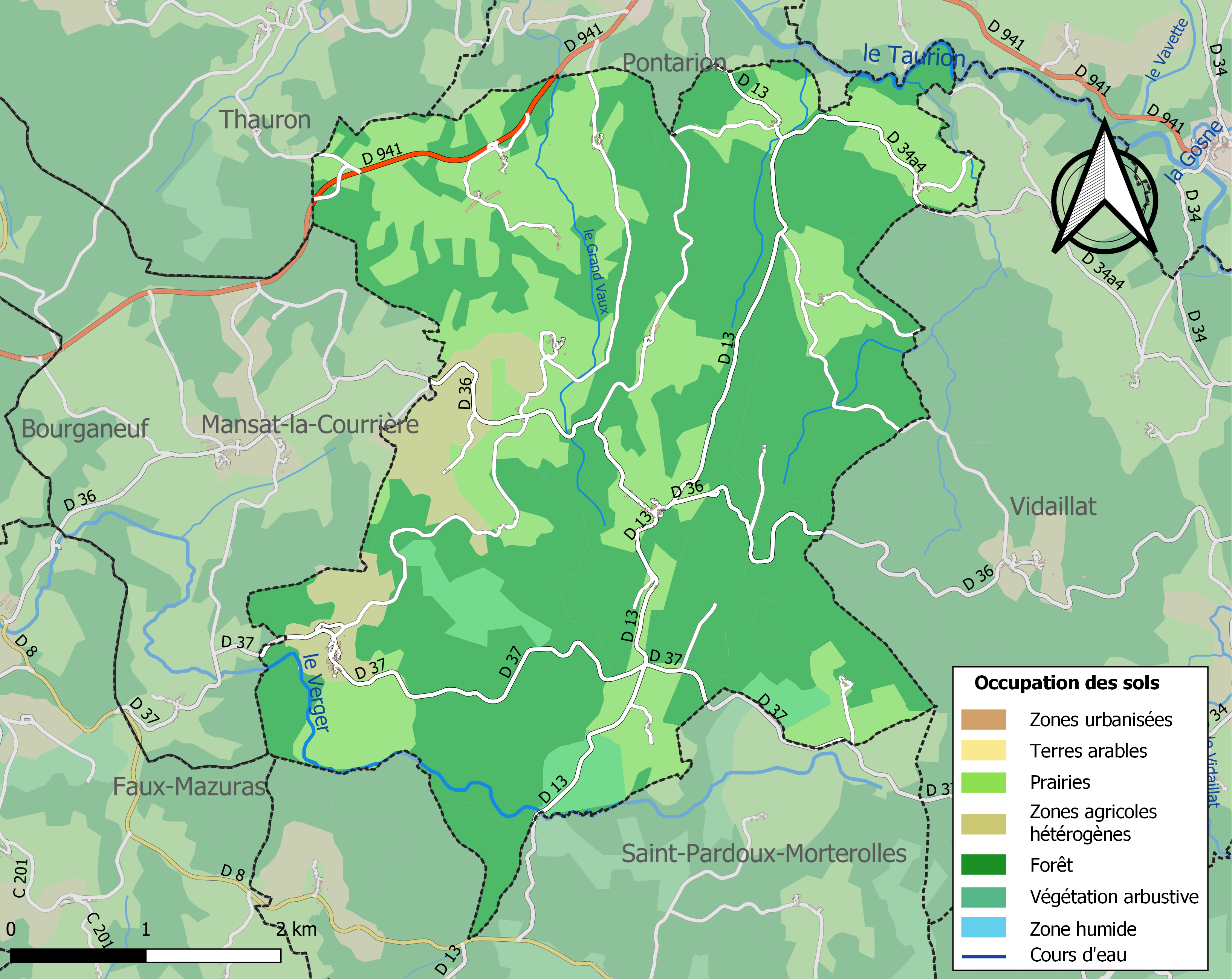
Kaart van de gemeente met de belangrijkste infrastructuur, bodemgebruik en omliggende gemeenten

## Demografie
Onderstaande figuur toont het verloop van het inwonertal (bron: INSEE-tellingen).